# Међународно првенство Хобарта 2011.
Међународно првенство Хобарта 2011 је професионални тениски турнир који је део Међународних ВТА турнира које ВТА организује у 2011. години, на отвореним теренима, са тврдом подлогом, Међународног тениског центра у Хобарту (Аустралија). Званични назив турнира је Moorilla Hobart International. Турнир се традиционално организује 18 пут недељу дана пре првог гренд слем турнира у години, Отвореног првенства Аустралије
Турнир је одржан у периоду од 7. до 15. јануара 2011.. Учествовале су 32 такмичарке из 18 земаља и 16. парова са такмичаркама из 17 земаља.

## Квалификације
У квалификацијама за 4 места која су водила за учешће на главном турниру у појединачној конкуренцији учествовале су 32 тенисерке из 21 земље.
Следеће играчице су избориле учешће у главном турниру кроз квалификавије (Q):
- Алберта Бријанти
- Олга Говорцова
- Тамира Пасек
- Магдалена Рибарикова

## Победнице

### Појединачно
Јармила Грот —  Бетани Матек Сандс 6-4, 7-5
- Јармили Грот ово је била друга ВТА титула у каријери у појединачној конкуренцији.

### Парови
С. Ерани /  Р. Винчи —  К. Бондаренко /  Л. Декмијере 6-3, 7-5
- Овом победом и Сара Ерани и Роберта Винчи освојиле су шесту титулу у игри парова.